# Crepidius
Crepidius – rodzaj chrząszcza z rodziny sprężykowatych, stworzony w 1857 przez Candèze. Badacz umieścił w nim wtedy 7 gatunków po raz pierwszy opisanych: C. cuneiformis, C. emarginatus, C. ophthalmicus, C. pubescens, C. resectus, C. rhipiphorus oraz C. saundersii, a także 2 przeniesione z rodzaju Dicrepidius: D. castaneus Blanchard, 1843 i D. flabellifer Erichson, 1847. C. ophthalmicus różnił się od pozostałych kształtem ciała i biolog podzielił rodzaj na dwie grupy, do drugiej zaliczając wszystkie wymienione wyżej gatunki oprócz niego. W 1921 r. Hyslop ustanowił gatunek typowy, wybierając nań Crepidius resectus.
Owady tego rodzaju występują od Meksyku przez Amerykę Środkową i Antyle aż do Argentyny.